# Ягодин, Борис Алексеевич
Борис Алексеевич Ягодин (15 августа 1930, с. Большой Вьяс, Средневолжский край — 7 февраля 2003, Москва) — советский, российский агрохимик и почвовед, академик ВАСХНИЛ (1988).

## Биография
Родился в с. Большой Вьяс Лунинского района (с 1939 — в Пензенской области) в семье школьных учителей, брат Геннадия Алексеевича Ягодина.
Окончил Пензенский педагогический институт (1951). В 1951—1953 служил в армии (в Австрии).
В 1953—1961 годы — директор Пензенского ботанического сада и преподаватель физиологии растений Пензенского педагогического института.
В 1961—1975 годы — аспирант, научный сотрудник Института физиологии растений АН СССР; в 1975—1977 — заведующий лабораторией, заместитель директора Всесоюзного НИИ удобрений и агропочвоведения им. Д. Н. Прянишникова.
В 1977—2002 годы заведовал кафедрой агрохимии Московской сельскохозяйственной академии им. К. А. Тимирязева.
Умер в Москве 7 февраля 2003 года. Похоронен на Троекуровском кладбище города Москвы, участок 5

## Научная деятельность
Область научных интересов — круговорот химических элементов, применение микроэлементов в сельском хозяйстве, экологические аспекты применения макро- и микроудобрений.
Доктор биологических наук (1968), профессор (1978), академик ВАСХНИЛ (1988).
Автор 12 монографий и учебников.

### Избранные труды
- Микроэлементы в овощеводстве. — М.: Колос, 1964. — 160 с.
- Кобальт в жизни растений / АН СССР. Ин-т физиологии растений. — М.: Наука, 1970. — 343 с.
- Основы агрономии: Для учеб. заведений нач. проф. образования / Соавт.: Н. Н. Третьяков и др.; Ин-т развития проф. образования. — М.: Academia: ИРПО, 1998. — 359 с.
  - 2-е изд. — М.: ИРПО: Академия, 2000. — 359 с.
- Агрохимия: Учеб. для студентов вузов по агрон. спец. / Соавт.: Ю. П. Жуков, В. И. Кобзаренко. — М.: КолосС, 2002. — 583 с.

## Награды
- медаль «За доблестный труд. В ознаменование 100-летия со дня рождения Владимира Ильича Ленина» (1970).
- орден «Знак Почёта» (1986).
- Заслуженный деятель науки Российской Федерации (1995).
- медаль «Ветеран труда» (1999).
- лауреат Государственной премии Российской Федерации в области науки и техники (2001).